# Карис ван Хаутен
Карис ван Хаутен (хол. Carice Anouk van Houten; Лајдердорп, 5. септембар 1976) је холандска глумица и пјевачица. Њена прва водећа улога у филму Suzy Q (1999) донијела јој је награду Golden Calf за најбољу улогу у телевизијској драми; двије године касније, освојила је Golden Calf за најбољу глумицу захваљујући филму Undercover Kitty (2001), а након тога још једном за филм Black Book (2006).
Номинована је за награду Сатурн за најбољу споредну глумицу 2008. године, и освојила своју четврту и пету Calf награду за најбољу глумицу за The Happy Housewife (2010), као и за Black Butterflies (2011). Њени остали значајни наступи укључују Repo Men (2010), Black Death (2010) и Brimstone (2016).

## Биографија
Ван Хаутен рођена је 5. септембра 1976. у Лајдердорпу, Холандија. Њена мајка, Маргје Стас, налази се у одбору холандске образовне телевизије, а њен отац Теодор ван Хаутен био је писац. Одрасла је посматрајући нијеме филмове, а у једном од интервјуа је чак изјавила и да више ужива у извођењу сцена без дијалога. Карис има млађу сестру, Јелку ван Хаутен, која је такође глумица. Њена бака по оцу родом је из шкотске. Ван Хаутен је отишла у средњу школу St. Bonifatiuscollege у Утрехту, гдје је играла водећу улогу у филму Hugo Claus'Tijl Uilenspieghel, у режији Ад Мигчиелсена. Кратко је студирала на Академији драмских умјетности у Мастрихту, али је своје професионално образовање наставила на академији Kleinkunstacademie у Амстердаму.

## Глумачка каријера
Ван Хаутен је своју прву главну улогу играла у телевизијском филму Suzy Q, за коју је освојила Golden Calf награду. Такође је освојила Pisuisse награду као и Top Naeff за своје сценске наступе, и још једну Golden Calf награду за улогу мачке која постаје жена у филму Undercover Kitty.
У децембру 2006. Карис се повукла из позоришне продукције Алек ван Вармердама из личних разлога. Према ријечима гласноговорника казалишта, разлог је био преоптерећеност послом.
Године 2008. глумила је у некомерцијалном кратком филму Zingen in het donker (Српски: Пјевање у мраку), драми која говори о насиљу у породици. Појављивала се у часопису Vanity Fair у мартовском издању 2008.
У априлу године 2009. објављено је да играти у филму Black Death, Британског режисера Кристофера Смита, у холандском филму Komt een vrouw bij de dokter (Српски: Рањен), базиран на истоименом роману аутора Реј Клуна. Такође је глумила и у филму научне фантастике Repo Men.
У 2011. у јулу, играла је свештеницу Мелисандре у другој сезони HBO фантазије ТВ серије Игра Престола.